# Пудор, Фридрих
Иоганн Фридрих Пудор (нем. Johann Friedrich Pudor; 1 июня 1835, Дебиц, ныне в составе города Тауха — 9 октября 1887, Дрезден) — немецкий музыкальный педагог.
Родился в семье предпринимателя, владельца мельниц. Учился в Школе Святого Фомы и Лейпцигском университете, занимался музыкой под руководством Эмиля Леонхарда. В 1859 г. выкупил у Фридриха Трёстлера основанную последним консерваторию. Для музыкального руководства заведением Пудор пригласил Юлиуса Рица. После его смерти эта должность перешла к Францу Вюльнеру, а в 1884 г. к Адольфу Хагену. В 1881 г. благодаря хлопотам Пудора король Альберт присвоил консерватории звание Королевской. К середине 1880-х численность студентов достигла 800 человек, и с ними работали почти 90 преподавателей. После смерти Пудора руководство консерваторией перешло к его сыну Генриху.
Кавалер Ордена Саксен-Эрнестинского дома 1-го класса (1883) и саксонского Ордена Альбрехта той же степени (1886).